# Ministre de la Production
Le ministre de la Production (anglais : Minister of Production) était un poste du gouvernement britannique qui existait pendant la Seconde Guerre mondiale, à la tête du ministère de la Production.
Au départ, le poste s'appelait ministre de la Production de guerre lors de sa création en février 1942, mais le premier titulaire, Max Aitken, démissionna après seulement deux semaines en fonction. Un mois plus tard, lors de la nomination du second titulaire, le poste était intitulé ministre de la Production.

## Ministre de la Production de guerre (1942)
| Portrait | Portrait | Nom        | Mandat         | Mandat          | Parti politique |
| -------- | -------- | ---------- | -------------- | --------------- | --------------- |
|          |          | Max Aitken | 4 février 1942 | 19 février 1942 | Conservateur    |

## Ministre de la Production (1942-1945)
| Portrait | Portrait | Nom                                | Mandat       | Mandat          | Parti politique |
| -------- | -------- | ---------------------------------- | ------------ | --------------- | --------------- |
|          |          | Oliver Lyttelton MP pour Aldershot | 12 mars 1942 | 27 juillet 1945 | Conservateur    |